# ディノ・デ・ラウレンティス
ディノ・デ・ラウレンティス（Dino De Laurentiis, 1919年8月8日 - 2010年11月11日）は、イタリア出身の映画プロデューサー。ディーノ・デ・ラウレンティスの表記もある。本名はアゴスティーノ・デ・ラウレンティス（Agostino De Laurentiis）。

## 略歴
ローマで映画製作を学んだが、第二次世界大戦勃発により中断。1940年の『L'ultimo Combattimento』より150本以上の映画のプロデュースを手掛けている。インディペンデントのプロデューサーとしてはカルロ・ポンティとともに業界最高峰の人物で、生きる神話の一人とも呼ばれた。
1957年、『道』でアカデミー外国語映画賞（第29回）を受賞。
1962年（昭和37年）3月に来日している。
2001年、第73回アカデミー賞でアービング・G・タルバーグ賞を受賞。
2010年11月11日、ロサンゼルスで死去。91歳没。

## 私生活
1949年にイタリアの女優シルヴァーナ・マンガーノと結婚。4人の子供をもうける（次女は映画プロデューサーのラファエラ・デ・ラウレンティス）が、1989年に死別。最後の妻は映画プロデューサーで40歳近く年下のマーサ・シューマッカーで、2人の子供がいる。

## 主なプロデュース作品
- にがい米 Riso amaro （1949年）
- ヨーロッパ一九五一年 Europa '51 （1952年）
- 道 La Strada （1954年）
- ユリシーズ Ulisse （1954年）
- マンボ Mambo （1954年）
- ローマの女 La Romana （1955年）
- 河の女 La Donna del fiume （1955年）
- 戦争と平和 War and Peace （1956年）
- カビリアの夜 Le Notti di Cabiria （1957年）
- テンペスト La Tempesta （1959年）
- バラバ Barabbas （1962年）
- 殺しのビジネス Se tutte le donne del mondo （1966年）
- 天地創造 The Bible: In the Beginning... （1966年）
- 華やかな魔女たち Le Streghe （1967年）
- 異邦人 Lo Straniero （1967年）
- アンツィオ大作戦 Lo sbarco di Anzio （1968年）
- バーバレラ Barbarella （1968年）
- ワーテルロー Waterloo （1970年）
- バラキ The Valachi Papers （1972年）
- ボッカチオ Boccaccio （1972年）
- セルピコ Serpico （1973年）
- 狼よさらば Death Wish （1974年）
- マンディンゴ Mandingo （1975年）
- ビッグ・アメリカン Buffalo Bill and the Indians, or Sitting Bull's History Lesson （1976年）
- キングコング King Kong （1976年）
- オルカ Orca （1977年）
- 蛇の卵 The Serpent's Egg （1977年）
- ブリンクス The Brink's Job （1978年）
- ハリケーン Hurricane （1979年）
- フラッシュ・ゴードン Flash Gordon （1980年）
- ラグタイム Ragtime （1981年）
- コナン・ザ・グレート Conan the Barbarian （1982年）
- デッドゾーン The Dead Zone （1983年）
- デューン/砂の惑星 Dune （1984年）
- バウンティ/愛と反乱の航海 The Bounty （1984年）
- 炎の少女チャーリー Firestarter （1984年）
- キャッツ・アイ Cat's Eye （1985年）
- イヤー・オブ・ザ・ドラゴン Year of the Dragon （1985年）
- 刑事グラハム/凍りついた欲望 Manhunter （1986年）
- 暗殺者 Assassins （1995年）
- アンフォゲタブル Unforgettable （1996年）
- ブレーキ・ダウン Break Down （1997年）
- U-571 U-571（2000年）
- ハンニバル Hannibal （2001年）
- レッド・ドラゴン Red Dragon （2002年）
- ハンニバル・ライジング Hannibal Rising （2007年）